# Liget
Liget je selo u južnoj Mađarskoj. 
Zauzima površinu od 12,07 km četvornih.

## Zemljopisni položaj
Nalazi se sjeverno od središnjeg dijela gore Mečeka (mađ. Mecsek), na 46°14' sjeverne zemljopisne širine i 18°12' istočne zemljopisne dužine, 4 km sjeverozapadno od Komlova. Preko Mečeka, s južne strane se nalazi grad Pečuh. Prema jugu se nalaze sela Sika i Pliške.

## Upravna organizacija
Upravno pripada komlovskoj mikroregiji u Baranjskoj županiji. Poštanski broj je 7331.

## Stanovništvo
U Ligetu živi 461 stanovnik (2005.). Mađari su većina. Romi čine 7,4% stanovništva, a u selu je i nekoliko Nijemaca. Blizu 64% stanovnika su rimokatolici, nekoliko grkokatolika i kalvinista, 11% bez vjere te 20% za koje nije poznata vjera ili su se odbili izjasniti.

## Vanjske poveznice
- Liget na fallingrain.com